# Dactylosternum cacti
Dactylosternum cacti är en skalbaggsart som först beskrevs av Leconte 1855.  Dactylosternum cacti ingår i släktet Dactylosternum och familjen palpbaggar. Inga underarter finns listade i Catalogue of Life.